# RS Большого Пса
RS Большого Пса (лат. RS Canis Majoris) — одиночная переменная звезда в созвездии Большого Пса на расстоянии приблизительно 4463 световых лет (около 1368 парсеков) от Солнца. Видимая звёздная величина звезды — от +13,3m до +12m.

## Характеристики
RS Большого Пса — красная пульсирующая полуправильная переменная звезда типа SRB (SRB) спектрального класса M6,5 или M6.